# Мен (округ Марафон, Вісконсин)
Мен (англ. Maine) — селище (англ. village) в США, в окрузі Марафон штату Вісконсин. Населення — 2613 особи (2020).

## Географія
Мен розташований за координатами 45°3′29″ пн. ш. 89°40′53″ зх. д. / 45.05806° пн. ш. 89.68139° зх. д. (45.05803, -89.681321).  За даними Бюро перепису населення США в 2017 році селище мало площу 109,89 км².

## Демографія
Згідно з переписом 2010 року, у місті мешкало 2337 осіб у 890 домогосподарствах у складі 699 родин. Густота населення становила 21 особа/км².  Було 934 помешкання (8/км²).
Расовий склад населення:
| - 93,5 % — білих - 3,6 % — азіатів - 0,1 % — вихідців з тихоокеанських островів - 0,1 % — чорних або афроамериканців - 1,7 % — осіб інших рас |

До двох чи більше рас належало 0,9 %. Частка іспаномовних становила 2,3 % від усіх жителів.
За віковим діапазоном населення розподілялося таким чином: 22,8 % — особи молодші 18 років, 62,6 % — особи у віці 18—64 років, 14,6 % — особи у віці 65 років та старші. Медіана віку мешканця становила 44,1 року. На 100 осіб жіночої статі у місті припадало 108,3 чоловіків;  на 100 жінок у віці від 18 років та старших — 108,4 чоловіків також старших 18 років.
Середній дохід на одне домашнє господарство  становив 88 851 долар США (медіана — 71 198), а середній дохід на одну сім'ю — 101 294 долари (медіана — 84 318). Медіана доходів становила 51 250 доларів для чоловіків та 44 152 долари для жінок. За межею бідності перебувало 3,5 % осіб, у тому числі 0,0 % дітей у віці до 18 років та 9,3 % осіб у віці 65 років та старших.
Цивільне працевлаштоване населення становило 1348 осіб. Основні галузі зайнятості: виробництво — 20,1 %, освіта, охорона здоров'я та соціальна допомога — 19,1 %, фінанси, страхування та нерухомість — 13,4 %, роздрібна торгівля — 10,2 %.